# Досрочные парламентские выборы в Молдове (2001)
Досрочные парламентские выборы в Молдавии 25 февраля 2001 — четвёртые выборы парламента в Республике Молдова. В выборах приняли участие 12 политических партий, 5 блоков и 10 независимых кандидатов. Избирательный порог для партий — 6 %, для блоков — 6 %, для независимых кандидатов — 3 %. Явка среди гражданского населения составила 67,52 % (1 606 703 человек) от занесённых в избирательные списки избирателей, в связи с чем, выборы были объявлены состоявшимися.
Согласно результатам выборов, победу в них одержала Партия коммунистов, получившая 50,07 % голосов, 71 мест в парламенте (из 101) и возможность формировать правительство и избрать президента страны.

## Участники
В бюллетени для голосования были включены 12 партий, 5 избирательных блоков и 10 независимых кандидатов

### Политические партии и избирательные блоки
- Христианско-демократическая народная партия (лидер списка — Юрий Рошка)
- Избирательный блок «Вера и справедливость» (лидер списка — Михай Гимпу)
  - Партия реформы
  - Румынская национальная партия
- Партия коммунистов Республики Молдова (лидер списка — Владимир Воронин)
- Национал-либеральная партия (лидер списка — Мирча Русу)
- Движение «За порядок и справедливость» (лидер списка — Вячеслав Унтилэ)
- Партия возрождения и согласия Молдовы (лидер списка — Мирча Снегур)
- Демократическая партия Молдовы (лидер списка — Ион Стурза)
- Крестьянская христианско-демократическая партия Молдовы (лидер списка — Владимир Реус)
- Избирательный блок «Альянс юристов и экономистов» (лидер списка — Павел Барбалат)
  - Новая молдавская национальная партия
  - Партия гражданского достоинства Молдовы
- Избирательный блок «Единство» (лидер списка — Валентин Крылов)
  - Республиканская партия Молдовы
  - Партия социалистов Республики Молдова
  - Партия прогрессивных сил Молдовы
- Республиканское движение «Равноправие» (лидер списка — Валерий Клименко)
- Национал-крестьянская христианско-демократическая партия Молдовы (лидер списка — Валерий Муравский)
- Партия демократических сил (лидер списка — Валерий Матей)
- Аграрно-демократическая партия Молдовы (лидер списка — Анатолий Попушой)
- Избирательный блок «Альянс Брагиша» (лидер списка — Дмитрий Брагиш)
  - Движение «Новая сила»
  - Движение профессионалов «Speranța-Надежда»
  - Социалистическая партия Молдовы
  - Союз труда
  - Центристский союз Молдовы
  - Партия социальной демократии «Муравей»
- Избирательный блок «Родной край» (лидер списка — Владимир Бабий)
  - Общественно-политическое движение «Родной край»
  - Национальная лига молодёжи Молдовы
- Социал-демократическая партия Молдовы (лидер списка — Оазу Нантой)

### Независимые кандидаты
- Валерий Гилецкий
- Якоб Могоряну
- Илие Доникэ
- Ион Поманэ
- Анна Голубенко
- Валериу Лапински
- Василе Северин
- Думитру Соломон
- Василе Трофим
- Михаил Кулев

## Результаты
Окончательные результаты выборов:
| Партия                                                           | Голосов   | Голосов % | Мандатов |
| ---------------------------------------------------------------- | --------- | --------- | -------- |
| Партия коммунистов Республики Молдова                            | 794 808   | 50,07 %   | 71       |
| Избирательный блок «Альянс Брагиша»                              | 212 071   | 13,36 %   | 19       |
| Христианско-демократическая народная партия                      | 130 810   | 8,24 %    | 11       |
| Партия возрождения и согласия Молдовы                            | 91 894    | 5,79 %    | 0        |
| Демократическая партия Молдовы                                   | 79 757    | 5,02 %    | 0        |
| Национал-либеральная партия                                      | 44 548    | 2,81 %    | 0        |
| Социал-демократическая партия                                    | 39 247    | 2,47 %    | 0        |
| Национал-крестьянская христианско-демократическая партия Молдовы | 27 575    | 1,74 %    | 0        |
| Валериу Гилецкий                                                 | 27 511    | 1,73 %    | 0        |
| Избирательный блок «Родной край»                                 | 25 009    | 1,58 %    | 0        |
| Движение «За порядок и справедливость»                           | 23 099    | 1,46 %    | 0        |
| Партия демократических сил                                       | 19 405    | 1,22 %    | 0        |
| Аграрно-демократическая партия Молдовы                           | 18 473    | 1,16 %    | 0        |
| Избирательный блок «Альянс юристов и экономистов»                | 14 810    | 0,93 %    | 0        |
| Избирательный блок «Вера и справедливость»                       | 10 686    | 0,67 %    | 0        |
| Избирательный блок «Единство»                                    | 7 277     | 0,46 %    | 0        |
| Республиканское движение «Равноправие»                           | 7 023     | 0,44 %    | 0        |
| Крестьянская христианско-демократическая партия Молдовы          | 4 288     | 0,23 %    | 0        |
| Илие Доникэ                                                      | 1 475     | 0,09 %    | 0        |
| Валериу Лапински                                                 | 1 332     | 0,08 %    | 0        |
| Михаил Кулев                                                     | 1 075     | 0,07 %    | 0        |
| Анна Голубенко                                                   | 1 053     | 0,07 %    | 0        |
| Василе Северин                                                   | 1 025     | 0,06 %    | 0        |
| Василе Трофим                                                    | 975       | 0,06 %    | 0        |
| Якоб Могоряну                                                    | 971       | 0,06 %    | 0        |
| Ион Поманэ                                                       | 582       | 0,04 %    | 0        |
| Думитру Соломон                                                  | 478       | 0,03 %    | 0        |
| Всего (явка 67,52 %)                                             | 1 587 257 | 100 %     | 101      |